# 블레즈 콩파오레
블레즈 콩파오레(프랑스어: Blaise Compaoré, 1951년 2월 3일~)는 부르키나파소의 정치인으로서 1987년부터 2014년까지 대통령을 맡았다. 또한 여당 민주주의진보회의 (Congrès pour la Démocratie et le Progrès)의 창당인이다. 그는 1980년대 토마스 상카라 대통령의 최측근이었으나 배신하고 1987년 10월 쿠데타를 이끌어 상카라 및 동료들을 살해하였다. 그는 즉시 "개정"이라는 정책을 진행하여 상카라에 의하여 추구되던 좌파적이고 진보적인 개혁 정책들을 모두 중단시켜버렸다. 그는 집권기간 동안 반대자들을 탄압하며 1991년, 1998년, 2005년과 2010년 선거에서 승리했다. 그는 부르키나파소를 다시 나락으로 떨어뜨린 독재자로 손꼽힌다. 2014년 5선 연임을 반대하는 반정부 시위가 발생하였고, 시위에 이은 군사 쿠데타로 대통령직에서 축출되었다.

## 초기 경력
콩파오레는 부르키나파소(당시에는 오트볼타)의 수도인 와가두구에서 43km 떨어진 지니아레에서 태어났다. 그는 볼타익(Voltaïc) 군대에서 대위까지 진급했다. 또한 그와 토마 상카라는 가까운 친구사이가 되었다. 콩파오레는 당시 정권을 가지고 있던 사예 제르보와 장 밥티스트 우에드라오고에 대항한 쿠데타에서 주동적인 역할을 취했다. 그는 1985년, 샹탈 콩파오레(née Chantal Terrasson)와 결혼했다.
상카라의 지휘 하에서, 그는 부장이면서 국가혁명의회의 회원이었다. 그런 뒤 그는 법무부 장관이 된다.

## 정치
그는 심각하게 부패하고 무능했으며 외세의 앞잡이였다. 그는 기만적인 이름의 민주주의 진보회의당의 창당자이다. 그는 1987년 쿠데타와 함께 전임인 토마스 상카라를 살해함으로써 정권을 가지게 된다. 야당이 보이콧하는 가운데 치러진 1991년 선거에서 그는 대통령에 당선되었고, 이후 1998년, 2005년과 2010년에도 재선에서 승리하였다. 2014년 10월 31일, 5선 연임을 반대하는 시위에 이은 군부의 군사 쿠데타에 사퇴했다. 직후 코트디부아르로 망명했다가 11월 20일 모로코로 옮겼다. 이에 11월 27일 쿠데타의 주역인 부르키나파소 과도 정부 야코바 이삭 지다 총리는 부르키나파소의 법의 처분에 맡기도록 모로코에 콩파오레의 신병 인도를 요구할 계획이라 밝혔다.

## 역대 선거 결과
| 선거명      | 직책명                | 대수 | 정당                         | 득표율  | 득표수      | 결과 | 당락 |
| ----------- | --------------------- | ---- | ---------------------------- | ------- | ----------- | ---- | ---- |
| 1991년 선거 | 부르키나파소의 대통령 | 6대  | 대중민주주의 기구 – 노동운동 | 100.00% | 750,146표   | 1위  |      |
| 1998년 선거 | 부르키나파소의 대통령 | 6대  | 민주주의 진보회의            | 87.53%  | 1,996,151표 | 1위  |      |
| 2005년 선거 | 부르키나파소의 대통령 | 6대  | 민주주의 진보회의            | 80.35%  | 1,660,148표 | 1위  |      |
| 2010년 선거 | 부르키나파소의 대통령 | 6대  | 민주주의 진보회의            | 80.21%  | 1,358,941표 | 1위  |      |